# John Veale
John Veale (* 15. Juni 1922 in Shortlands, Kent als John Douglas Louis Veale; † 16. November 2006 in Bromley, Kent) war ein britischer Komponist und Journalist. Er schuf mehrere musikalische Werke für den Konzertsaal und das britische Kino der 1950er und 1960er Jahre. Darunter Kompositionen für Filme wie Flammen über Fernost, Der spanische Gärtner oder Schau nicht zurück.

## Leben und Werk
John Douglas Louis Veale wurde 1922 in Shortlands, in der englischen Grafschaft Kent, geboren. Sein Vater Douglas Veale, der später den Ritterschlag erhielt, diente als Kanzler der Universität von Oxford (1930–1958).
John Veale erhielt seine Ausbildung in Geschichte und Musik in Repton und am Corpus Christi College in Oxford. Als Komponist war er weitgehend Autodidakt, nahm aber auch einige wenige Stunden bei Egon Wellesz, Roger Sessions oder Roy Harris.
Seine Kompositionen umfassen drei Sinfonien. Nr. 1 wurde von 1944 bis 1947 geschrieben und von Sir John Barbirolli am Cheltenham Music Festival 1952 uraufgeführt; Sinfonie Nr. 2 schrieb er 1965 und Sinfonie Nr. 3 im Jahre 1997. Des Weiteren entstanden aus der Feder von John Veale ein Klarinettenkonzert, uraufgeführt am 4. April 1954 an der Royal Festival Hall, gespielt vom London Symphony Orchestra unter der Leitung von Sidney Fell. Ein Violinkonzert, Panorama (eine orchestrale Evokation von San Francisco) 1951 von Sir Adrian Boult uraufgeführt, eine Metropolis Konzertouvertüre 1955 von Sir Charles Groves uraufgeführt und zahlreiche andere Orchester- und Ensemble-Stücke, darunter Apocalypse für Chor und Orchester.
Veales Violinkonzert wurde beim Chandos Records CD-Label veröffentlicht, eingespielt vom BBC Symphony Orchestra unter der Leitung von Richard Hickox. Es ist mit dem Violinkonzert von Benjamin Britten gekoppelt.
Seit Mitte der 1950er Jahre komponierte John Veale auch für das britische Kino. Regisseur Robert Parrish engagierte ihn 1954 für sein Kriegsdrama Flammen über Fernost mit Gregory Peck in der Hauptrolle.
1956 folgte das Filmdrama Der spanische Gärtner von Regisseur Philip Leacock mit Dirk Bogarde und Jon Whiteley und Michael Hordern in den Hauptrollen. Philip Leacock verpflichtete ihn 1957 nochmals für das romantische Drama Schau nicht zurück mit Betta St. John, William Sylvester, Michael Craig und Flora Robson.
In den nachfolgenden Jahren entstanden noch mehrere Kriminal- und Horrorfilme für Regisseure wie Montgomery Tully und Francis Searle. Unter anderem Die blinde Spinne und Gefahr in der Nacht.
Der Versuch seine Original-Filmmusiken in späteren Jahren auch auf Tonträger zu bannen schlugen fehl, da sämtliche Kompositionen, sprich Aufnahmebänder und Partituren bei den britischen Filmstudios verloren gegangen waren.
Da Veale in den 1960er Jahren zunehmend unter dem musikalischen Avantgarde-Regime der British Broadcasting Corporation von Direktor William Glock litt, arbeitete er von 1966 bis 1980 nur noch als Film Korrespondent der Oxford Mail und von 1968 bis 1987 als Redakteur bei der Oxford University Press. Erst durch die Wiederentdeckungen seiner Konzertwerke in den 1980er Jahren kam John Veale zur Musik und zum Komponieren zurück.
Am 16. November 2006 verstarb er im Alter von 84 Jahren in Bromley, einem südöstlichen Vorort von London.

## Konzertwerke (Auswahl)
- 1947: Sinfonie Nr. 1
- 1954: Klarinettenkonzert
- 1965: Sinfonie Nr. 2
- 1997: Sinfonie Nr. 3

## Filmografie (Auswahl)
- 1954: Flammen über Fernost (The Purple Plain)
- 1956: Portrait of Alison
- 1956: Der spanische Gärtner (The Spanish Gardener)
- 1957: Die blinde Spinne (No Road Back)
- 1957: Schau nicht zurück (High Tide at Noon)
- 1964: Gefahr in der Nacht (Clash by Night)